# کیتیما سوتانان
کیتیما سوتانان (انگلیسی: Kittima Sutanan؛ زادهٔ ۲۰ مهٔ ۱۹۹۲) وزنه‌بردار اهل تایلند است.